# Nemesis (Nobel)
Nemesis is een tragedie in vier akten geschreven door Alfred Nobel, de man die de Nobelprijzen instelde.
Het in proza geschreven stuk werd in 1896 kort voor zijn dood, terwijl hij stervende was, uitgegeven. Na Nobels overlijden werd de gehele voorraad vernietigd, op drie exemplaren na.
De eerste en tot nu toe enige uitvoering was in 2005 in het Intima-theater in Stockholm.
Het stuk is gebaseerd op het verhaal van Beatrice Cenci, een Italiaanse edelvrouw, die in 1599 in Rome werd geëxecuteerd na een complot om haar gewelddadige en immorele vader om het leven te brengen.